# Форкиды (Эсхил)
«Форкиды» (др.-греч. Φορκίδες) — трагедия древнегреческого драматурга Эсхила (первая половина V века до н. э.), вторая часть тетралогии, посвящённой мифу о Персее. Её текст почти полностью утрачен. 

## Сюжет и судьба пьесы

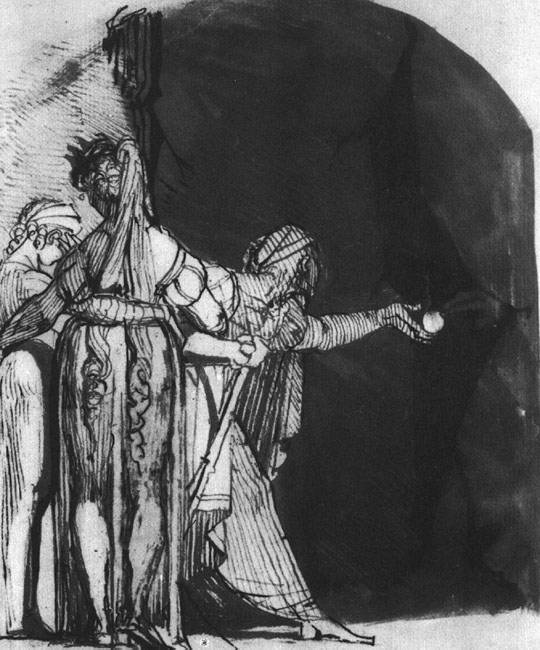
Персей возвращает грайям глаз, Генри Фюзели

Форкиды в греческой мифологии — чудовища, дочери Форкия и Кето В трагедии молодому герою Персею пришлось отправиться на бой с одной из них, Медузой Горгоной. Путь к ней сторожили три её сестры, грайи Дейно, Энио и Пемфредо, — старухи с одним зубом и одним глазом на всех. Персей улучил момент, когда одна грайя передавала зуб и глаз другой, вырвал их и бросил в озеро; благодаря этому он смог подкрасться незамеченным к Медузе и убить её.
Эсхил включил «Форкид» в состав тетралогии, рассказывавшей о Персее. В сохранившихся источниках нет упоминаний пьесы, которая могла бы стать первой частью цикла. «Форкиды» — вторая часть, третья — «Полидект» (в ней Персей наказывает Полидекта, царя Серифа), а четвёртая — сатировская драма «Тянущие невод». Текст «Форкид» утрачен за исключением нескольких отрывков (фрг. 46a—47c, 261 Radt). В одном речь идёт о приходе Персея к грайям: «Вломился он в пещеру, как лесной кабан».